# Poèmes et chants de la résistance

Poèmes et chants de la résistance est le nom d'une série de trois spectacles de poésie et de chanson politiques présentés au Québec respectivement en 1968, 1971 et 1973, et dont le contenu dénonçait l'oppression nationale des Québécois francophones. C'est notamment pour une représentation de 1968 du spectacle au théâtre de la Comédie-Canadienne, à Montréal, que Michèle Lalonde a composé le célèbre et emblématique poème Speak White.

## Poèmes et chants de la résistance I
En mai 1968, plus de vingt artistes ont participé gratuitement au spectacle Poèmes et chants de la résistance I, au profit du « Comité d'aide au tandem Vallières-Gagnon », nommé en l'honneur de Pierre Vallières et Charles Gagnon, deux felquistes alors emprisonnés. Parmi les artistes ayant pris part au spectacle, on compte Gaston Miron, Gilles Vigneault, Raôul Duguay, Claude Gauvreau, le Quatuor de jazz libre du Québec et Michèle Lalonde. Le spectacle a alors fait une tournée du Québec, et un total de plus de 9 000 personnes ont assisté aux représentations. Pour Michel Garneau, ce spectacle « donne le grand coup d’envoi de la poésie dite à voix haute ».

## Poèmes et chants de la résistance II
Poèmes et chants de la résistance II fut présenté les 24 et 25 janvier 1971 à la salle du Gesù, à Montréal, pour venir en aide aux « prisonniers politiques » (les terroristes alors emprisonnés) et protester contre la Loi sur les mesures de guerre adoptée durant la Crise d'octobre. Les spectacles ont été présentés à guichet fermé et les artistes ont alors, une fois de plus, travaillé gratuitement. Parmi les artistes présents sur scène, on comptait le Quatuor de jazz libre du Québec, les chanteurs Jacques Michel, Georges Dor, Raymond Lévesque, Gilles Vigneault et Pauline Julien (emprisonnée pendant la crise d'Octobre), les poètes Michèle Lalonde et Raôul Duguay, l'humoriste Yvon Deschamps et les comédiens Jean-Pierre Cartier, Michèle Rossignol, Sophie Clément, Aubert Pallascio, Lionel Villeneuve et Hélène Loiselle (qui déclamaient des poèmes). 

## Poèmes et chants de la résistance III
Le 9 mai 1973 s'est tenu Poèmes et chants de la résistance III.